# 马雄 (东晋)
馬雄（？—329年），东晋初期軍事人物。《晋书·卷七十六》作馬流。蘇峻之乱时他是蘇峻的下属。
咸和二年（327年）十月，冠軍将軍蘇峻在历阳举兵，针对東晋举起反旗，馬雄也呼应蘇峻。蘇峻攻下建康，咸和三年（328年）二月，任命馬雄为左衛将軍。
五月，会稽内史王舒、奮武将軍庾冰起兵反蘇峻。吴兴郡太守虞潭、吴国内史蔡謨、前義興郡太守顾众（《資治通鑑·卷九十四》作顾从）率兵呼应。張健（《資治通鑑·卷九十四》作張謹）与庾冰軍前鋒在無錫交战，張健获勝。馬雄侵入敵地，焚烧府舍，掠奪諸县。
王舒再次出战，張健到曲阿。張健命馬雄和陶陽迎战，督护朱祈与兰陵郡太守李闳将其击敗，斩首二千余级。
咸和四年（329年）二月，蘇峻失败后，馬雄和張健、韓晃率残軍西奔故鄣。車騎将軍郗鑒派遣李閎追击。在平陵山追上，馬雄等人全部被杀。《晋書·卷一百·蘇峻传》记载、韓晃被阵斩，馬雄、張健等人投降後、都被枭首。